# 5. ceremonia wręczenia Orłów
5. ceremonia wręczenia Orłów za rok 2002, miała miejsce 15 marca 2003 roku w Dużej Auli Politechniki Warszawskiej w Warszawie. Ceremonię wręczenia nagród poprowadzili Olaf Lubaszenko i Paweł Wilczak.
Nominacje do nagród zostały ogłoszone 6 lutego 2003 roku. Polskie Nagrody Filmowe wręczono w szesnastu kategoriach. O nominację do nagrody w tym roku ubiegało się 19 filmów.
Podczas piątej ceremonii wręczenia nagród, oficjalnie utworzono Polską Akademię Filmową, która za zadania będzie miała oficjalnie wręczać Polskie Nagrody Filmowe. Członkami Akademii zostaną ci członkowie dotychczasowego elektoratu nagród, którzy do tej pory mieli prawo głosować na nagrody i przyjmą zaproszenie KIPA do grona członków założycieli Polskiej Akademii Filmowej.
Najwięcej nominacji – aż 13 – otrzymał film Romana Polańskiego Pianista. Po dziesięć nominacji odebrały dwa filmy: Edi Piotra Trzaskalskiego oraz Tam i z powrotem w reżyserii Wojciecha Wójcika. Wyżej wymienione tytuły wraz z filmami Dzień świra Marka Koterskiego oraz Anioł w Krakowie Artura Więcka, nominowane zostały w kategorii najlepszy film.
W kategorii najlepsza główna rola męska, dwie nominacje otrzymał Janusz Gajos za role w filmach: Tam i z powrotem oraz Zemsta. W kategoriach aktorskich, nominacje otrzymała czwórka głównych aktorów filmu Pianista, w tym nagrodzony Oscarem Adrien Brody.
W kategorii najlepsza muzyka trzy aż nominacje otrzymał Wojciech Kilar. Montażystka Wanda Zeman w tym roku odebrała szóstą nominację do nagrody, natomiast dźwiękowiec Marek Wronko piątą.
Najwięcej nagród otrzymał film Pianista w reżyserii Romana Polańskiego, który łącznie otrzymał osiem nagród, w tym za najlepszy film. Sam Polański otrzymał nagrodę za najlepszą reżyserię oraz tegorocznego Orła za osiągnięcia życia.
Po dwie nagrody przypadły twórcom dwóch obrazów: Edi (nagroda za drugoplanową rolę męską Jacka Braciaka oraz nagroda publiczności) oraz Dzień świra (nagroda za najlepszy scenariusz i główną rolę męską Marka Kondrata).
Najlepszą główną rolę kobiecą zagrała Danuta Stenka, która wystąpiła w filmie Chopin. Pragnienie miłości. Nagrodę za najlepszą drugoplanową rolę kobiecą otrzymała Kinga Preis za film Wtorek. Preis jest zeszłoroczną laureatką Orła za główną rolę w filmie Cisza.
Nagrody specjalne zostały przyznane Jeremy'emu Thomasowi oraz Jerzemu Skolimowskiemu.

## Laureaci i nominowani
Laureaci nagród wyróżnieni są wytłuszczeniem

### Najlepszy film
Reżyser / Producenci / Koproducenci − Film
- Roman Polański / Roman Polański, Robert Benmussa i Alain Sarde – Pianista
  - Artur „Baron” Więcek / Witold Bereś / Adam Leda i Tomasz Karczewski – Anioł w Krakowie
  - Marek Koterski / Juliusz Machulski i Włodzimierz Otulak / Jacek Bromski, Zbigniew Kula i Marek Składanowski – Dzień świra
  - Piotr Trzaskalski / Piotr Dzięcioł i Krzysztof Ptak – Edi
  - Wojciech Wójcik / Włodzimierz Niderhaus / Małgorzata Retej, Paweł Mossakowski, Krzysztof Dumieński i Witold Dąbrowski – Tam i z powrotem

### Najlepsza reżyseria
- Roman Polański − Pianista
  - Marek Koterski − Dzień świra
  - Piotr Trzaskalski − Edi
  - Wojciech Wójcik − Tam i z powrotem
  - Andrzej Wajda − Zemsta

### Najlepszy scenariusz
- Marek Koterski − Dzień świra
  - Wojciech Lepianka i Piotr Trzaskalski − Edi
  - Przemysław Wojcieszek − Głośniej od bomb
  - Ronald Harwood − Pianista
  - Anna Świerkocka i Maciej Świerkocki − Tam i z powrotem

### Najlepsza główna rola kobieca
- Danuta Stenka − Chopin. Pragnienie miłości
  - Ewa Kaim − Anioł w Krakowie
  - Emilia Fox − Pianista
  - Edyta Olszówka − Tam i z powrotem
  - Katarzyna Figura − Zemsta

### Najlepsza główna rola męska
- Marek Kondrat − Dzień świra
  - Henryk Gołębiewski − Edi
  - Adrien Brody − Pianista
  - Janusz Gajos − Tam i z powrotem
  - Janusz Gajos − Zemsta

### Najlepsza drugoplanowa rola kobieca
- Kinga Preis − Wtorek
  - Beata Schimscheiner − Anioł w Krakowie
  - Janina Traczykówna − Dzień świra
  - Maureen Lipman − Pianista
  - Agata Buzek − Zemsta

### Najlepsza drugoplanowa rola męska
- Jacek Braciak − Edi
  - Jerzy Trela − Anioł w Krakowie
  - Ed Stoppard − Pianista
  - Jan Frycz − Tam i z powrotem
  - Daniel Olbrychski − Zemsta

### Najlepsze zdjęcia
- Paweł Edelman − Pianista
  - Krzysztof Ptak − Edi
  - Adam Sikora − Eukaliptus
  - Jolanta Dylewska − Głośniej od bomb
  - Piotr Wojtowicz − Tam i z powrotem

### Najlepsza muzyka
- Wojciech Kilar − Pianista
  - Jerzy Satanowski − Dzień świra
  - Wojciech Lemański − Edi
  - Wojciech Kilar − Suplement
  - Wojciech Kilar − Zemsta

### Najlepsza scenografia
- Allan Starski − Pianista
  - Andrzej Przedworski − Chopin. Pragnienie miłości
  - Wojciech Żogała − Edi
  - Jacek Osadowski − Tam i z powrotem
  - Tadeusz Kosarewicz i Magdalena Dipont − Zemsta

### Najlepsze kostiumy
- Anna Biedrzycka-Sheppard − Pianista
  - Magdalena Tesławska i Paweł Grabarczyk − Chopin. Pragnienie miłości
  - Ewa Krauze − Dzień świra
  - Magdalena Biedrzycka i Krystyna Zachwatowicz − Zemsta

### Najlepszy montaż
- Hervé de Luze − Pianista
  - Ewa Smal − Dzień świra
  - Cezary Kowalczuk − Edi
  - Marek Denys − Tam i z powrotem
  - Wanda Zeman − Zemsta

### Najlepszy dźwięk
- Jean-Marie Blondel − Pianista
  - Nikodem Wołk-Łaniewski − Chopin. Pragnienie miłości
  - Jan Freda − Edi
  - Andrzej Artymowicz i Marek Wronko − Haker
  - Piotr Domaradzki − Tam i z powrotem

### Nagroda publiczności
- Edi, reż. Piotr Trzaskalski

### Nagroda specjalna
- Jeremy Thomas,
- Jerzy Skolimowski

### Nagroda za osiągnięcia życia
- Roman Polański

## Podsumowanie liczby nominacji
(Ograniczenie do dwóch nominacji)
13 : Pianista
10 : Edi, Tam i z powrotem
9 : Zemsta
8 : Dzień świra
4 : Anioł w Krakowie, Chopin. Pragnienie miłości
2 : Głośniej od bomb

## Podsumowanie liczby nagród
(Ograniczenie do dwóch nagród)
8 : Pianista
2 : Edi, Dzień świra